# Colchicum gonarei
Il colchico di Gonare (Colchicum gonarei Camarda, 1978) è una piccola pianta erbacea perenne appartenente alla famiglia Colchicaceae.

## Descrizione

### Portamento
Secondo il sistema di classificazione delle piante di Raunkiær si tratta di una geofita bulbosa. Le sue dimensioni sono comprese tra i 15 ed i 30 centimetri di altezza.

### Foglie
Le foglie sono lineari, lunghe tra i 5 ed i 20 centimetri e larghe tra i 7 ed i 10 millimetri.

### Fiori
I fiori sono formati da 4 o 6 petali di colore bianco rosato, lunghi 1 o 2 centimetri e larghi 2-5 millimetri. La fioritura avviene nel periodo autunnale, nei mesi compresi tra settembre e novembre.
I frutto sono delle piccole capsule allungate entro le quali si trovano i semi.

### Radici
L'apparato radicale è costituito da un piccolo bulbo del diametro compreso tra 2 e 3 centimetri.

## Distribuzione e habitat
È una specie endemica della Sardegna. Il suo habitat naturale è rappresentato dalle zone montane del Monte Gonare, nella provincia di Nuoro, su substrato di tipo calcareo. Vegeta a quote comprese tra gli 800 ed i 1.083 metri.

## Conservazione
La Lista rossa IUCN classifica Colchicum gonarei come specie a rischio minimo  (Least Concern).
A livello regionale un progetto di legge che ne vietava la raccolta (così come di altre specie vegetali a rischio) fu proposto, ma non approvato, da alcuni componenti del consiglio regionale della Sardegna nel 2006.